# Медведева, Наталия Юрьевна
Ната́лия Ю́рьевна Медве́дева (род. 9 марта 1985, Серпухов, Московская область) — российская актриса театра, кино, телевидения и дубляжа, телеведущая, юмористка, певица, комик, экс-участница шоу «Comedy Woman» (2008—2014) и команды КВН «Фёдор Двинятин».

## Биография
Родилась 9 марта 1985 года в городе Серпухове Московской области.
Мать — Ольга Борисовна, учитель немецкого языка и директор школы № 15 в городе Одинцово, отец — Юрий Андреевич, инженер. Старший брат — Андрей.
Детство прошло в городе Чехове, где Медведева жила с рождения. С ранних лет она интересовалась искусством и творчеством: ходила в музыкальную школу, занималась танцами, пела в фольклорном коллективе, посещала различные кружки и участвовала во всех школьных мероприятиях и праздниках.
В 1997 году семья переехала в Одинцово, где Медведева поступила в лицей № 6 имени А. С. Пушкина, откуда выпустилась в 2002 году с серебряной медалью.
В 2007 году окончила Российский государственный торгово-экономический университет по специальности «Ресторанно-гостиничный бизнес и туризм».
В университете с 2003 года начала играть в КВН, появлялась в эпизодах за команду «Мегаполис», которой помогала с реквизитом. В 2005 году выступала за команду «Гламур» в Московской студенческой лиге и за команду «Фёдор Двинятин» в лиге «Балтика». В 2006 году была приглашёна в клубный проект «Made in Woman», перешедший позже на телеэкраны и переименованный в «Comedy Woman». Параллельно, уже в основном составе, выступала за команду «Фёдор Двинятин» в Лиге Москвы и Подмосковья, в Северной лиге, Премьер-лиге и Высшей лиге КВН. В 2008 году была признана КВНщицей года по версии сайта «КВН для всех», но с выходом телеверсии проекта «Made in Woman»/«Comedy Woman» в том же году покинула команду и рассталась с КВН.
В «Comedy Woman» играла роль сумасшедшей и совершенно неуправляемой девушки.
В 2010 году была приглашена в спектакль «Счастливый номер» (или «Подыскиваю жену. Недорого!») по пьесе Сергея Белова, в котором исполняла три роли. Первый спектакль с участием Медведевой прошёл 10 декабря 2010 года в Санкт-Петербурге на сцене ДК «Выборгский». В 2012 году также приняла участие в антрепризной комедии «Чего же хотят мужчины?», поставленной по пьесе А. Герни «Сильвия».
20 декабря 2012 года вышел первый фильм с участием Наталии Медведевой: в комедийной мелодраме Армена Адилханяна «Новогодний брак» актриса исполнила роль секретаря Эльвиры. В 2013 году сыграла в комедии «Что творят мужчины!», спектакле «Свадьба». В 2013 году сыграла главную роль в комедийном сериале «Шурочка», выходящем на телеканале «Пятница!», а также записала песню «La Bomba» с Наташей Королёвой и снялась в клипе на эту песню. В 2014 году вышел фильм «Корпоратив» с её участием. С 19 апреля 2014 года вела программу «Такое кино!» на ТНТ. В октябре 2014 года покинула «Comedy Woman». Участница телевизионного шоу «Империя иллюзий: Братья Сафроновы» на СТС.
С сентября 2016 года — в роли помощницы режиссёра в еженедельном телевизионном шоу «Субботний вечер» на телеканале «Россия-1».
С 1 октября 2016 года являлась участницей шоу «Ледниковый период» в паре с Максимом Стависким.
В марте 2019 года принимала участие в проекте «Последний герой» на ТВ-3.
В 2019 году Никитой Михалковым был подвергнут критике выпуск программы «Comedy Woman», в котором из уст Н. Медведевой прозвучала шутка о генерале Д. М. Карбышеве. Позже Медведева, оправдываясь, сказала, что на тот момент считала, что генерал Карбышев — вымышленная личность, что вызвало резкую критику со стороны Владимира Соловьёва. Скандальный номер был показан в шоу «Comedy Woman» ещё в мае 2013 года, однако внимание пользователей соцсетей он привлек лишь в начале 2019 года.
В октябре 2019 года принимала участие в телеигре «Форт Боярд» на СТС. С февраля по апрель 2020 года — ведущая программы «Тест» на телеканале «Россия-1» вместе с Евгением Рыбовым.
В ноябре 2020 года стала наставником всероссийского конкурса-проекта «ТопБЛОГ» АНО «Россия — страна возможностей» вместе с Еленой Летучей.
В октябре 2022 года была участницей шоу «Маска. Танцы», где скрывалась под маской «Свёклы».
В марте 2023 года стала участницей шоу «Новые Звёзды в Африке» на телеканале «ТНТ», покинула проект в 11 выпуске и заняла 7-е место.

### Личная жизнь
С 1 июля 2012 года замужем за капитаном команды КВН «СТЭПиКО» Александром Коптелем.
- сын Илья (род. 2015)[11].
- сын Тимофей (род. 2018)[12][11].
- дочь Луиза (род. 2022)[13][11].

## Карьера
| 2003—2008 гг. | — | КВН: |
|               |   | - команда «Гламур», МЛС (2005) - команда «Фёдор Двинятин» (2006—2008) - лига «Балтика» (2005) - ЛаМПа, Северная лига (2006) - Премьер-лига (2007) - Высшая лига (2008) |
| 2006—2014 гг. | — | клубный проект «Made in Woman» (с 2008 года на телеканале ТНТ под названием «Comedy Woman»)                                                                            |
| С 2010 года   | — | спектакль «Счастливый номер» (с сентября 2011 года — «Подыскиваю жену. Недорого!»)                                                                                     |
| С 2012 года   | — | спектакль «Чего же хотят мужчины?» (по пьесе А. Герни «Сильвия») |
| С 2013 года   | — | спектакль «Свадьба» |

### Фильмография
| Год  |     | Название                | Роль                                                                               |
| ---- | --- | ----------------------- | ---------------------------------------------------------------------------------- |
| 2011 | ф   | Самый лучший фильм 3-ДЭ | селебрити                                                                          |
| 2012 | тф  | Новогодний брак         | секретарша Эльвира                                                                 |
| 2013 | ф   | Что творят мужчины!     | Рита                                                                               |
| 2013 | с   | Шурочка                 | Шурочка                                                                            |
| 2014 | ф   | Корпоратив              | Ира                                                                                |
| 2015 | с   | Третий поединок         | репортёр                                                                           |
| 2015 | ф   | Приличные люди          | мама Таня                                                                          |
| 2015 | кор | Шоу века                | мама в воспоминаниях                                                               |
| 2015 | ф   | Помню — не помню!       | Алёна                                                                              |
| 2016 | ф   | 30 свиданий             | Даша                                                                               |
| 2018 | с   | Ералаш                  | учительница                                                                        |
| 2018 | с   | Конная полиция          | Эльвира                                                                            |
| 2018 | ф   | Золушка                 | Золушка                                                                            |
| 2020 | с   | Любовь в рабочие недели | Ольга                                                                              |
| 2024 | ф   | Небриллиантовая рука    | ведущая показа мод / Миледи (в анонсе пародии на фильм Д’Артаньян и три мушкетёра) |

### Озвучивание мультфильмов
| Год       |    | Название    | Роль                                                                                           |
| --------- | -- | ----------- | ---------------------------------------------------------------------------------------------- |
| 2015—2024 | мс | Ми-Ми-Мишки | Иннокентий (Кеша) / Цыпа в мыслях / Иннокентий-2 (Кеша-2) / Переводилка-1 / Великий отвечатель |
| 2016—2022 | мс | Лео и Тиг   | Редьяра (Яра) / Вейшенг                                                                        |
| 2018      | мф | Чудо-Юдо    | дракон Варвара                                                                                 |
| 2023—2024 | мс | Мини-Мишки  | Иннокентий (Кеша)                                                                              |

### Дубляж
| Год  |    | Название               | Роль              |
| ---- | -- | ---------------------- | ----------------- |
| 2012 | мф | Ральф                  | Ванилопа фон Кекс |
| 2015 | мф | Хранитель Луны         | Глим              |
| 2018 | мф | Ральф против интернета | Ванилопа фон Кекс |